# Canal-Variante (Italienische Partie)
|   | a | b | c | d | e | f | g | h |   |
| 8 |   |   |   |   |   |   |   |   | 8 |
| 7 |   |   |   |   |   |   |   |   | 7 |
| 6 |   |   |   |   |   |   |   |   | 6 |
| 5 |   |   |   |   |   |   |   |   | 5 |
| 4 |   |   |   |   |   |   |   |   | 4 |
| 3 |   |   |   |   |   |   |   |   | 3 |
| 2 |   |   |   |   |   |   |   |   | 2 |
| 1 |   |   |   |   |   |   |   |   | 1 |
|   | a | b | c | d | e | f | g | h |   |

Die Grundstellung der Canal-Variante nach 6. Lc1–g5
Die Canal-Variante ist eine Eröffnungsvariante der Italienischen Partie des Schachspiels, bei der Weiß im sechsten Zug mit dem Damenläufer den schwarzen Königsspringer fesselt.

## Zugfolge
Die Canal-Variante beginnt mit den Zügen:
1. e2–e4 e7–e5

2. Sg1–f3 Sb8–c6

3. Lf1–c4 Lf8–c5 (Italienische Partie)

4. Sb1–c3 (Giuoco pianissimo) 4. … Sg8–f6

5. d2–d3 d7–d6

6. Lc1–g5
Die Canal-Variante ist in der Schachliteratur auch als „Italienisches Vierspringerspiel“ bekannt. Der Grund hierfür ist die Ähnlichkeit mit Stellungen, die sich aus dem Vierspringerspiel ergeben können.

## Geschichte
Ihr Name leitet sich aus einer Partie ab, die beim Karlsbader Turnier von 1929 zwischen Esteban Canal und Hans Johner gespielt wurde:

1. e2–e4 e7–e5 2. Sg1–f3 Sb8–c6 3. Sb1–c3 Sg8–f6 4. Lf1–c4 Lf8–c5 5. d2–d3 d7–d6 6. Lc1–g5 h7–h6 7. Lg5xf6 Dd8xf6 8. Sc3–d5 Df6–d8 9. c2–c3 Sc6–e7 10. d3–d4 e5xd4 11. Sf3xd4 Se7xd5 12. Lc4xd5 0–0 13. Dd1–d3 Dd8–f6 14. Ld5–b3 Tf8–e8 15. 0–0 Lc8–e6 16. Lb3–c2 g7–g6 17. Kg1–h1 Ta8–d8 18. f2–f4 Le6–d7 19. f4–f5 g6–g5 20. Sd4–e6! f7xe6 (etwas besser war 20. … Ld7xe6) 21. f5xe6 Df6–g6 22. e6xd7 Td8xd7 23. Tf1–f5 Td7–e7 24. Ta1–f1 Kg8–g7 25. e4–e5 Te8–h8 26. e5–e6 Dg6xe6 27. Tf5–f6 Schwarz gibt auf (nach 27. … De6xf6 28. Tf1xf6 Kg7xf6 würde Weiß mattsetzen durch 29. Dd3–g6+ Kf6–e5 30. Dg6–f5#).
Canal spielte die Variante in drei weiteren Partien in Karlsbad und erreichte einen Sieg gegen Albert Becker und Remisen gegen den Turnierzweiten José Raúl Capablanca und Karel Treybal.
Schon vor der "Stammpartie" 1929 kam der Zug 6. Lc1–g5 mehrfach in Meisterpartien vor, etwa in Géza Maróczy – Dawid Janowski, Wien 1898 (½:½), Carl Schlechter – Emanuel Lasker, Paris 1900 (0:1), Rudolf Spielmann – Julius Perlis, St. Petersburg 1909 (1:0) oder Aaron Nimzowitsch – José Raúl Capablanca, Riga 1914 (0:1).

## Varianten
Der Drohung 7. Sc3–d5 nebst 8. Sd5xf6 g7xf6 mit Doppelbauer kann Schwarz durch 6. … h7–h6 begegnen. Mit 7. Lg5xf6 Dd8xf6 8. Sc3–d5 Df6–d8 9. c2–c3  Sc6–e7 (oder 9. … a7–a6) 10. d3–d4 holt Weiß seine Zentrumsbildung nach. Nach Einschätzung von Savielly Tartakower bietet die Canal-Variante in Verbindung mit den folgenden vier Zügen Lg5xf6, Sc3–d5, c2–c3 und d3–d4 Weiß praktische Chancen.
Auf 9. … a7–a6 10. d3–d4 Lc5–a7 11. d4xe5 muss 11. … d6xe5 geschehen.
Eine Alternative ist 6. … Sc6–a5, weil der Bauer e5 mittlerweile durch den Bauern d6 gedeckt ist. 6. … Sc6–a5 wurde bereits von Hugo Süchting gegen Siegbert Tarrasch auf dem 9. DSB-Kongress 1894, erprobt. Allerdings verlor Schwarz diese Partie. In jüngerer Zeit gelang es David Bronstein als Schwarzem, mit 6. … Sc6–a5 bei den Meisterschaften der UdSSR 1952 gegen Viktor Kortschnoi und in Mar del Plata 1960 gegen Erich Eliskases zu gewinnen.
Die Variante wird auch heutzutage gelegentlich in Großmeisterpartien angewendet, entweder um mit Weiß ein sicheres Remis anzustreben oder zu versuchen, ohne große Verlustgefahr einen leichten Vorteil nachzuweisen.